# Robert Devereux, segon comte d'Essex
Robert Devereux, segon comte d'Essex (Netherwood, Cumbria, 10 de novembre de 1566 -Londres, 25 de febrer de 1601) fou un militar i privat anglès. Va estar en la cort de la reina Elisabet I d'Anglaterra i és el més conegut dels posseïdors del títol Comte d'Essex. Després de la fallida campanya militar contra els rebels irlandesos durant la guerra dels nou anys el 1599, va conspirar contra la reina i va ser executat per traïció.